# A kutyák szerepe az orvostudományi kutatásokban

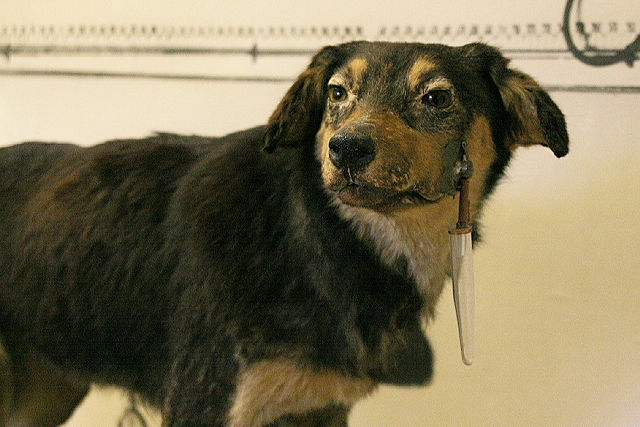
Pavlov kutyája, Pavlov Múzeum, Rjazany 2005

A kutyák hosszú időn keresztül – kísérleti alanyokként – alapvető szerepet játszottak az orvostudományi kutatásokban Többek között a különböző műtéti eljárások kidolgozásában, hatóanyagok hatásmechanizmusainak kiderítésében, a csontszövet és porcszövet regenerációjának tanulmányozásában. Ez utóbbiakban kiemelkedő szerepe volt Krompecher István debreceni egyetemi tanárnak, az MTA rendes tagjának,, aki alapvető kísérleteit kutyákon végezte.  Kutyákon végezte a feltételes reflexek mechanizmusát tisztázó , híres kísérleteit Pavlov, - a közömbös és feltétlen ingerek időbeli összekapcsolásával - aki ezek alapján kimutatta, hogy az agykéreg működésének alapvető mechanizmusa az időleges kapcsolatok kialakulása és megszűnése. Pavlov  egyik kísérleti kutyáját – a kísérleti kutyák emberiség érdekében hozott áldozata emlékének tisztelegve – a Pavlov múzeumban őrzik, emléküket Szentpéterváron szobor is őrzi. 
Ma már az állatkísérletek egy részét - lehetőség szerint - sejttenyészeteken, illetve egyéb objektumokon végzett vizsgálatokkal helyettesítik